# Dysauxes burgeffi
Dysauxes burgeffi är en fjärilsart som beskrevs av Max Wilhelm Karl Draudt. Dysauxes burgeffi ingår i släktet Dysauxes och familjen björnspinnare. Inga underarter finns listade i Catalogue of Life.